# أرنو فان زام
أرنو فان زام (بالهولندية: Arno van Zwam) (16 سبتمبر 1969 في هولندا – )؛ هو لاعب كرة قدم سابق كان يلعب كحارس مرمى.

## وصلات خارجية
- أرنو فان زام على موقع رابطة كرة القدم اليابانية للمحترفين (اليابانية)
- أرنو فان زام على موقع قاعدة بيانات كرة القدم.إي يو (الإنجليزية)
- أرنو فان زام على موقع Soccerway.com (الإنجليزية)
- أرنو فان زام على موقع عالم كرة القدم.نت (الإنجليزية)